# Connected Device Configuration
Konfiguracja CDC (ang. connected device configuration) – jedna z dwóch, obok CLDC (ang. connected limited device configuration), konfiguracji środowiska Java ME zdefiniowanych przez Java Community Process (dokumenty JSR-36 i JSR-218). Konfiguracja przeznaczona jest dla m.in. wideotelefonów, konsoli gier, zestawów audio-wideo, PDA.

## Wymagania
CDC w wersji 1.1 przeznaczona jest na urządzenia posiadające:
- możliwość połączenia z siecią,
- minimum 512 kB dostępnej pamięci RAM,
- od 128 do 256 kB dostępnej pamięci ROM.

## Różnice wobec CLDC
W stosunku do mocno ograniczonej konfiguracji CLDC dodano z JVM takie funkcjonalności jak:
- uruchamianie kodu natywnego dzięki JNI (ang. Java Native Interface),
- serializację obiektów,
- definiowanie przez użytkownika loaderów klas,
- obsługę mechanizmu debugowania.